# Oedothorax japonicus
Oedothorax japonicus är en spindelart som beskrevs av Kishida 1910. Oedothorax japonicus ingår i släktet Oedothorax och familjen täckvävarspindlar. Inga underarter finns listade i Catalogue of Life.